# Maurício Gugelmin
Maurício Gugelmin (ur. 20 kwietnia 1963 w Joinville) – brazylijski kierowca wyścigowy.

## Kariera

### Wczesna
Brazylijczyk karierę rozpoczął, jak większość kierowców, od kartingu, w 1971 roku. Osiągnął w niej wiele sukcesów, głównie w lokalnych imprezach.
Po zakończeniu kariery kartingowej, Maurício postanowił rozpocząć poważną karierę wyścigową, debiutując w Brazylijskiej Formule Fiat. W 1982 roku w celu rozwijania swej kariery wyjechał do Wielkiej Brytanii, gdzie święcił największe sukcesy. Oprócz tytułu w Brytyjskiej Formule Ford 1600 oraz wicemistrzostwa Brytyjskiej Formuły 2000, Brazylijczyk zwyciężył również w Brytyjskiej Formule 3 w 1985 roku. Dodatkowo na koniec tego roku zatriumfował w prestiżowym Grand Prix Makau. Dzięki tak wielkim sukcesom awansował do Europejskiej Formuły 3000. W 1987 roku zajął w niej 4. miejsce.

### Formuła 1

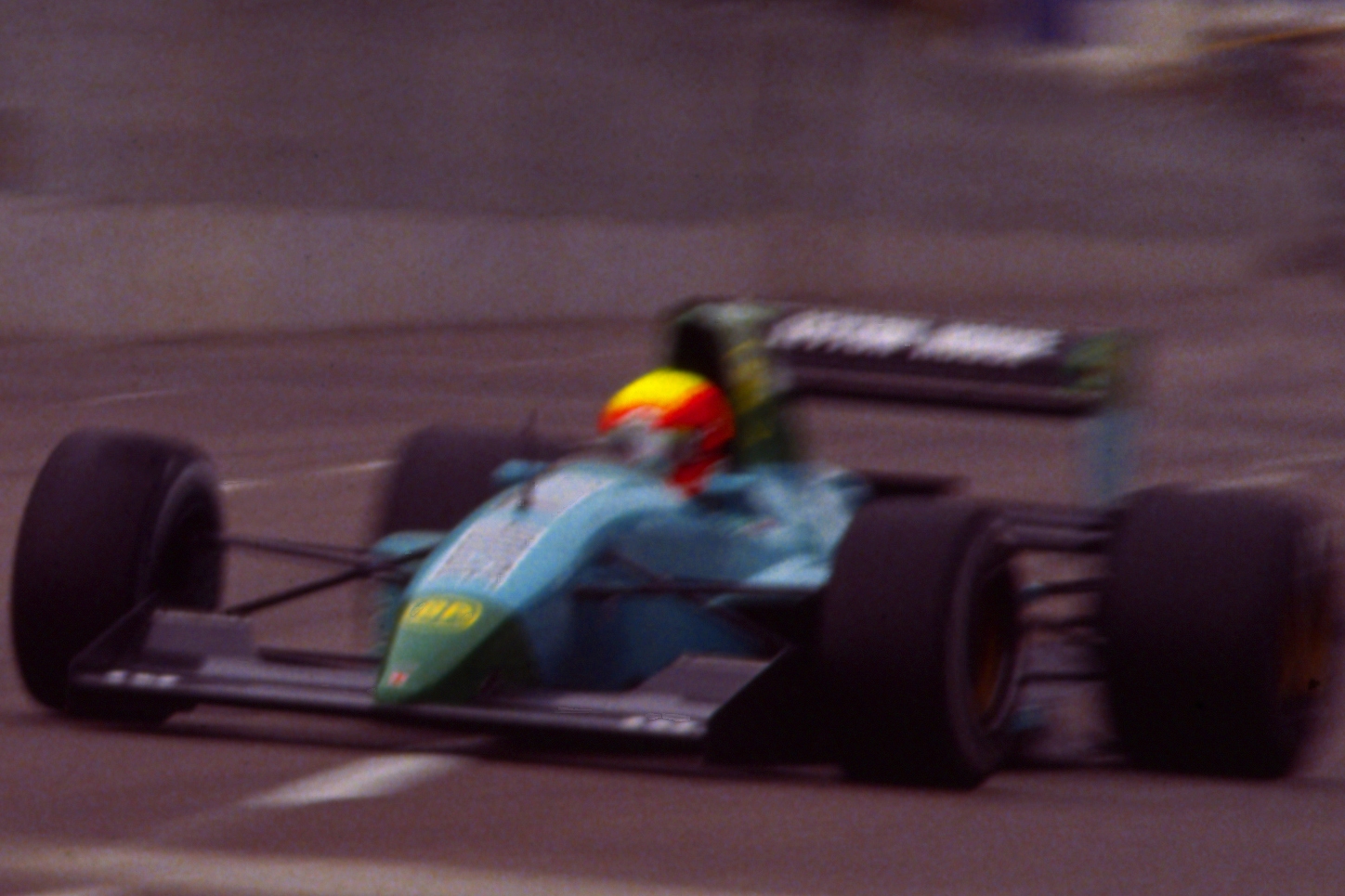
Gugelmin podczas Grand Prix Stanów Zjednoczonych w 1991 roku

W 1988 roku zadebiutował w Formule 1, w zespole Leyton House. Debiutancki sezon mógł zaliczyć do całkiem udanych. Zdołał wówczas uzbierać w sumie pięć punktów, a w klasyfikacji generalnej zajął przyzwoite 13. miejsce. W drugim roku startów ponownie reprezentował tę ekipę. Podczas inauguracyjnego wyścigu o Grand Prix Brazylii, nieoczekiwanie stanął na podium, zajmując trzecie miejsce za takimi gwiazdami, jak Nigel Mansell i Ayrton Senna. Po tym sukcesie dalsza część sezonu nie była udana dla Maurício, który ukończył zaledwie pięć rund. Natomiast podczas Grand Prix Meksyku po raz pierwszy w karierze nie zakwalifikował się do wyścigu. Ostatecznie dorobek czterech punktów zagwarantował mu 16. lokatę w końcowej klasyfikacji. Rok 1990 był zdecydowanie słabszy w wykonaniu Gugelmina. Główną przyczyną tego stanu rzeczy była jednak słabsza forma zespołu. Wówczas czterokrotnie nie zdołał zakwalifikować się do Grand Prix. Sezon zakończył na 18. miejscu z jednym punktem, zdobytym podczas Grand Prix Belgii. Czwarty i ostatni już rok w tej ekipie zaliczył w całości. Mimo to po raz pierwszy nie zdołał zdobyć ani jednego „oczka”, a najlepszą pozycją w wyścigu było pechowo trzykrotnie 7. miejsce (najwyższa pozycja nie premiująca punktami). W roku 1992 przeniósł się do stajni Jordan Grand Prix. W tym sezonie również nie zdobył punktów i ponownie najlepszym jego miejscem w wyścigu było siódme. Po tym sezonie nie znalazł już dla siebie miejsca w tej serii.

### CART
W 1993 roku Gugelmin wystartował w amerykańskiej serii CART (wtedy jeszcze pod nazwą Indy Car) w trzech ostatnich wyścigach sezonu. Punktów nie zdobył, ale pokazał się z dobrej strony co zaowocowało kontraktem na następny sezon z zespołem Chip Ganassi Racing. Został tam partnerem Michaela Andrettiego, powracającego do tej serii po nieudanej przygodzie z Formułą 1. W kolejnym roku został kierowcą zespołu PacWest Racing, w barwach którego startował przez siedem kolejnych sezonów. Najlepszy sezon zarówno dla niego jak i dla zespołu PacWest nastąpił w 1997 roku, kiedy to zajął 4. miejsce w klasyfikacji generalnej i wygrał swój pierwszy (i jedyny) wyścig w tej serii (na torze ulicznym w Vancouver), a jego partner Mark Blundell zwyciężył trzykrotnie i zajął 6. miejsce. Jednak w kolejnych latach Gugelmin nie był już w stanie powtórzyć tych sukcesów, stając się kierowcą środka stawki. Jedynie w 2000 roku jeszcze raz udało mu się stanąć na podium zajmując drugie miejsce w wyścigu na torze owalnym w Nazareth.

## Starty w karierze
| Sezon | Seria        | Zespół              | Starty | PP | Zwyc. | Punkty | Pozycja |
| ----- | ------------ | ------------------- | ------ | -- | ----- | ------ | ------- |
| 1986  | Formuła 3000 | West Surrey Racing  | 9      | 0  | 0     | 5      | 13.     |
| 1987  | Formuła 3000 | Team Ralt           | 11     | 2  | 1     | 29     | 4.      |
| 1988  | Formuła 1    | March Engineering   | 16     | 0  | 0     | 5      | 13.     |
| 1989  | Formuła 1    | March Engineering   | 16     | 0  | 0     | 4      | 16.     |
| 1990  | Formuła 1    | Leyton House        | 11     | 0  | 0     | 1      | 18.     |
| 1991  | Formuła 1    | Leyton House        | 16     | 0  | 0     | 0      | 25.     |
| 1992  | Formuła 1    | Jordan Grand Prix   | 16     | 0  | 0     | 0      | 23.     |
| 1993  | Indy Car     | Dick Simon Racing   | 3      | 0  | 0     | 0      | 35.     |
| 1994  | Indy Car     | Chip Ganassi Racing | 16     | 0  | 0     | 39     | 16.     |
| 1995  | Indy Car     | PacWest Racing      | 17     | 0  | 0     | 80     | 10.     |
| 1996  | Indy Car     | PacWest Racing      | 16     | 0  | 0     | 53     | 14.     |
| 1997  | CART         | PacWest Racing      | 17     | 3  | 1     | 132    | 4.      |
| 1998  | CART         | PacWest Racing      | 19     | 0  | 0     | 49     | 15.     |
| 1999  | CART         | PacWest Racing      | 20     | 0  | 0     | 44     | 16.     |
| 2000  | CART         | PacWest Racing      | 20     | 0  | 0     | 39     | 17.     |
| 2001  | CART         | PacWest Racing      | 19     | 1  | 0     | 17     | 24.     |